# جيسي هيكمان
جيسي هيكمان (بالإنجليزية: Jesse Hickman)‏ هو لاعب كرة قاعدة أمريكي، ولد في 2 فبراير 1939 في ليكومبت في الولايات المتحدة.

## وصلات خارجية
- جيسي هيكمان على موقع دوري كرة القاعدة الرئيسي (الإنجليزية)
- جيسي هيكمان على موقعبيزبول رفرنس.كوم (الدوري الرئيسي) (الإنجليزية)
- جيسي هيكمان على موقعبيزبول رفرنس.كوم (الدوري الثانوي) (الإنجليزية)
- جيسي هيكمان على موقع إي إس بي إن.كوم (أم.أل.بي) (الإنجليزية)
- جيسي هيكمان على موقع مشجعي الرسوم البيانية (الإنجليزية)